# 海伦种畜场
海伦种畜场是中华人民共和国黑龙江省绥化市海伦市东北部的一个农场:37，所在区域列为海伦市的一个类似乡级单位。

## 行政区划
下辖以下地区：
海伦种畜场虚拟生活区。